# Alexei Leonidowitsch Paschitnow

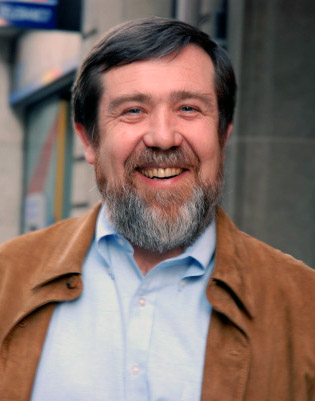
Alexei Paschitnow, Barcelona 2008

Alexei Leonidowitsch Paschitnow (russisch Алексей Леонидович Пажитнов, oft in der englischen Schreibweise Alexey Pajitnov, * 14. März oder 16. April 1956) ist ein russisch-US-amerikanischer Programmierer.
Zusammen mit Dmitri Pawlowski und Wadim Gerassimow erfand er 1984 während seiner Arbeit an der Moskauer Akademie der Wissenschaften das populäre Computerspiel Tetris. Da das Spiel offiziell von der Sowjetunion vertrieben wurde, erhielt Paschitnow nichts von den Einnahmen, die das Spiel einbrachte. 1991 wanderte er in die Vereinigten Staaten aus und gründete dort mit Henk Rogers die Tetris Company, wo er weitere Spiele im Stil von Tetris entwickelte. Von Ende 1996 bis 2005 arbeitete er für das Unternehmen Microsoft. Die ursprünglich für Tetris vergebenen Rechte liefen ebenfalls 1996 aus, sodass er seither auch Geld für das von ihm entwickelte Spiel erhielt. Allerdings machten die Gewinne zu diesem Zeitpunkt nur noch einen Bruchteil der in den vorangegangenen Jahren gezahlten Summen aus.

## Rezeption
Ein Teil der Dokumentation Highscore – Die Geschichte der Computerspiele behandelt die Entstehungsgeschichte und die damaligen Probleme um die Vermarktung von Tetris und zeigt einige alte Aufnahmen von Alexei Paschitnow und Henk Rogers.
In dem Roman Gegen den Tag von Thomas Pynchon taucht ein Luftschiffkapitän namens Igor Padsitnow auf. Sein Schiff heißt Bolschaia Igra, was übersetzt Das Große Spiel heißt. Er bekämpft seine Gegner, indem er „Ziegelsteine und Mauerwerk – und zwar stets in Blöcken zu vier Fragmenten“ – abwirft.
In dem Spielfilm Tetris aus dem Jahr 2023 wird er von Nikita Michailowitsch Jefremow dargestellt.